# Фауджа Сінгх
Фауджа Сінгх (пенджаб. ਫੌਜਾ ਸਿੰਘ; 1 квітня 1911 — 14 липня 2025) — британський марафонець, який побив низку світових рекордів у різних вікових групах, але жоден з його результатів не затвердили. Його особистий найкращий час на Лондонському марафоні (2003) становив 6:02, а його найкращий час у марафоні у віковій групі 90+ становив 5:40 на Торонтському марафоні на набережній 2003 року.

## Біографія
Стверджував, що народився в Беас Пінд, Джаландхар, Пенджаб, Британська Індія, 1 квітня 1911 року, став наймолодшим з чотирьох дітей.
Смерть його дружини 1992 року та старшої доньки, яка померла від ускладнень після пологів третьої дитини, вселила в нього рішучість вибрати новий життєвий напрямок. Він емігрував до Англії в 1990-х роках і жив з одним із синів в Ілфорді. Після того, як у серпні 1994 року внаслідок нещасного випадку на будівництві став свідком загибелі свого п'ятого сина, Кулдіпа, 1995 року Сінгх повернувся до своєї пристрасті — бігу.
У 89 років Сінгх серйозно поставився до бігу та зрештою брав участь у міжнародних марафонських змаганнях. Вперше з'явився на тренування в Редбріджі, Ессекс, у костюмі-трійці. Тренеру довелося переробити все, включно з одягом. 2000 року пробіг свій перший забіг — Лондонський марафон. За словами його тренера, раніше він легко пробігав до 20 кілометрів і хотів пробігти марафон, думаючи, що це буде лише 26 кілометрів, а не 26 миль (42 кілометри). Саме після того, як він це усвідомив, він почав серйозно тренуватися.
У 93 роки подолав марафон за 6 години 54 хвилини, що на 58 хвилин швидше, ніж найкращий світовий показник серед людей віком понад 90 років. 2004 року представлений у рекламній кампанії виробника спортивного одягу Adidas разом із Девідом Бекхемом і Мухаммедом Алі.
Сінгх покращив британські рекорди на 200 метрів, 400 метрів, 800 метрів, милю та 3000 метрів у своїй заявленій віковій групі, але вони не входять до списку рекордів.
У 100 років Сінгх спробував встановити вісім світових рекордів у вікових групах за один день на спеціальних змаганнях, що проходили у Торонто, Онтаріо, Канада. Хронометраж, зафіксований офіційними особами в Канаді, він пробіг 100 метрів за 23,14, 200 метрів за 52,23, 400 метрів за 2:13,48, 800 метрів за 5:32,18, 1500 метрів за 11:27,81, милю за 11:53,45, 3000 метрів за 24:52,47 та 5000 метрів за 49:57,39, встановивши п'ять світових рекордів у своїй віковій групі за один день. У деяких змаганнях не було рекордсмена, оскільки ніхто старше 100 років ніколи не намагався подолати цю дистанцію. Деякі з його показників також значно перевершують встановлений світовий рекорд у віковій групі M95. 16 жовтня 2011 року, як стверджувалося, став першим 100-річним чоловіком, який фінішував у марафоні, подолавши марафон на набережній Торонто з часом 8:11:06. Оскільки після пострілу з пістолета йому знадобилося понад 14 хвилин, щоб перетнути стартову лінію, офіційний час, прийнятий та відхилений, для рекорду вікової групи становив 8:25:17.
7 липня 2011 року Ентоні, лорд Янг з Норвуд-Гріна та суддя Британського коронного суду у відставці сер Мота Сінг офіційно представили біографію Сінгха «Торнадо в тюрбані» в кімнаті Аттлі Палати лордів. Книгу написав оглядач і письменник з Чандігарха Хушвант Сінгх.
У жовтні 2011 року вегетаріанець Сінгх став найстаршим чоловіком, якого залучили в кампанії PETA.
2012 року був факелоносцем на літніх Олімпійських іграх.
Після участі в Гонконзькому марафоні 24 лютого 2013 року заявив, що завершить свою спортивну кар'єру. Він завершив 10 кілометровий пробіг на Гонконзькому марафоні за 1 годину 32 хвилини та 28 секунд. Після завершення кар'єр продовжував підбадьорювати марафонців на змаганнях.

### Особисте життя
Був зростом 1,72 м та вагою 52 кг. Фізичну форму та довголіття пояснював утриманням від куріння та алкоголю, а також дотриманням простої вегетаріанської дієти. З його слів: «Я дуже обережно ставлюся до різних продуктів. Мій раціон простий: пхулка, дал, зелені овочі, йогурт і молоко. Я не торкаюся паратхи, пакору, рису і будь-якої іншої смаженої їжі. Я п'ю багато води та чаю з імбиром. … Я лягаю спати рано, взиваючи ім'я мого Рабби (Бога), бо не хочу, щоб усі ці негативні думки проносилися в мій розум».
Говорячи про марафон, він сказав: «Перші 20 миль не були складними. Що ж до останніх шести миль, то я біжу, розмовляючи з Богом».

#### Смерть
15 липня 2025 року його збив автомобіль, коли він переходив дорогу у своєму рідному селі Беас Пінд, Джаландхар.

## Сикхи в місті
Був найстаршим з групи сикхів, які називали себе «Сикхи в місті». У команді «Золоті старички», яка пробігла естафету Единбурзького марафону 2009 року, перебувало ще троє сикхів віком 79, 79 та 80 років. Ця група бігунів — це вже добре сформована команда зі Східного Лондона, яка бере участь у марафонах у всьому світу з міжконфесійними групами та збирає гроші для благодійних організацій Фауджі Сінгха.

## Суперечки

### Вибори в Пенджабі 2012 року
Відвідав і висловив підтримку на передвиборчому мітингу у селі Кукранвала в окрузі Раджа Сансі (неподалік Амрітсара) кандидата від Народної партії Пенджабу. Однак партію розкритикували за «зловживання Фауджею Сінгхом у політичних цілях» та за «зловживання вразливістю літньої людини у власних цілях».

### Підтвердження віку
Книга рекордів Гіннеса відмовилася вносити Сінгха, оскільки він не зміг надати свідоцтво про народження на підтвердження віку. Свідоцтва про народження у той час зазвичай не видавалися в селах Індії і він намагався довести свій вік британським паспортом, у якому його датою народження зазначалося 1 квітня 1911 року.

## Нагороди
13 листопада 2003 року нагороджений Почесною медаллю острова Елліс Національною етнічною коаліцією, американською групою, яка виступає за етнічну гордість і толерантність. Вільям Фуґазі, голова коаліції, заявив, що Сінгх є символом расової толерантності, а його участь у змаганнях допомагає подолати розрив, який утворився після терактів 11 вересня. «Він найбільше натхнення», — сказав Фуґазі та додав, що Сінгх був першим неамериканцем, який отримав цю нагороду.
2011 року британська організація нагородила його титулом «Гордість Індії» за досягнення.
У липні 2012 рок ніс олімпійський вогонь.
Нагороджений медаллю Британської імперії на новорічній церемонії 2015 року за заслуги у спорті та благодійності

## Досягнення
- Марафони: Лондон (6), Торонто (2), Нью-Йорк (1)[39]
- Лондонський марафон 2000: 6:54[39]
- Лондонський марафон 2001: 6:54[39]
- Лондонський марафон 2002: 6:45[39]
- Лондонський марафон 2003: 6:02[39]
- Марафон на набережній Торонто 2003: 5:40[39]
- Нью-Йоркський марафон 2003: 7:35[39]
- Лондонський марафон 2004: 6:07[39]
- Півмарафон міста Глазго 2004: 2:33[39]
- Півмарафон на набережній Торонто 2004: 2:29:59[39]
- Марафон на набережній Торонто 2011: 8:11:0[39]
- Лондонський марафон 2012 року: 7:49:21[39]
- Гонконзький марафон (10 км) 2012: 1:34 (зібрано 25 800 доларів США на благодійність)[40]
- UK Parkrun 2012 — рекордсмен у віковій категорії: 179,04 % з часом 38:34[41]
- Гонконзький марафон (10 км) 2013: 1:32:28[42]